# Omphalissa
Omphalissa é um subgênero não aceito do gênero Hippeastrum, dentro da família Amaryllidaceae . Originalmente descrito por Richard Anthony Salisbury em 1866 .

## Descrição
Hábito robusto, duas a quatro flores grandes. Perianto com um tubo curto (< 4 cm), paraperigônio curvo fechando a garganta por um colo distinto. Estigma trífido ou capitado, lobos > 2 milímetros. Spathe com fenda na base. Folhas em forma de fita, 2,5 a 5 cm de largura. Muitas sementes secas e achatadas .

## Taxonomia
Salisbury originalmente descreveu a Omphalissa como um subgrupo de Zephyrantheae, então uma tribo dentro de Amaryllidaceae, na qual incluiu Amaryllis (agora Hippeastrum ) aulica e A. calyptrata . Posteriormente, foi definido mais formalmente por John Gilbert Baker em 1888, como um subgênero de Hippeastrum com seis espécies . As seis espécies de Baker foram;
- Hippeastrum aulicum
- Hippeastrum organense (agora Hippeastrum correiense )
- Hippeastrum psittacinum
- Hippeastrum calyptratum
- Hippeastrum cybister
- Hippeastrum pardinum

### Outras espécies selecionadas deHippeastrum
- Hippeastrum bukasovii
- Hippeastrum hugoi
- Hippeastrum intiflorum
- Hippeastrum miniatum
- Hippeastrum morelianum
- Hippeastrum iguazuanum

## Ecologia
Contém as espécies epífitas de Hippeastrum .